# Condado de Quinta Alegre
El condado de Quinta Alegre es un título nobiliario español  otorgado por el rey Carlos III por Real Cédula firmada en San Lorenzo de El Escorial el 22 de octubre de 1767 con el vizcondado previo de Rivera, al español Juan Alcalde y Gutiérrez.

## Historia
Por Real Decreto 199/1995 de fecha 10 de febrero de 1995 se «rehabilita, sin perjuicio de tercero de mejor derecho», el título de Conde de Quinta Alegre a favor de Fernando Joaquín Molina Alcalde.
La denominación de este título se refiere a la chacra que poseía el primer titular, llamada Quinta Alegre.

## Condes de Quinta Alegre

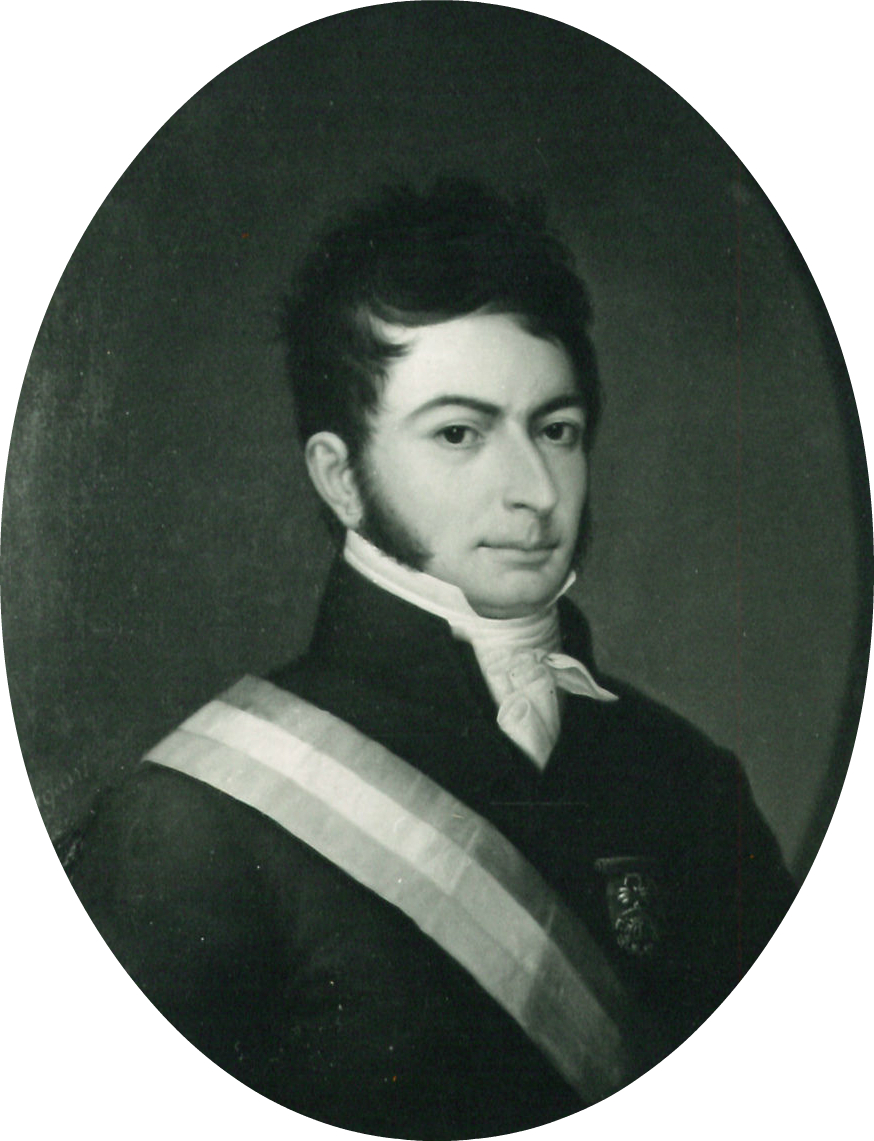
Juan Agustín Alcalde Bascuñán, IV conde de Quinta Alegre.

- Juan Alcalde Gutiérrez (bautizado en Durón el 9 de febrero de 1707-1780) I conde de Quinta Alegre.[1] Contrajo matrimonio en Santiago el 17 de septiembre de 1731 con Isabel Margarita Hernández de Ribera y Cabrera. Sucedió su hijo:

- Juan Ignacio Alcalde Ribera (Santiago, 1732-Cádiz,20 de enero de 1798), II conde de Quinta Alegre. Contrajo matrimonio en Cádiz el 3 de mayo de 1772 con María O'Mullony Philips. Sucedió su hermano:

- José Antonio Alcalde Ribera (bautizado en Santiago, 8 de septiembre de 1739-Santiago, 16 de julio de 1804), III conde de Quinta Alegre. Contrajo matrimonio en Santiago de Chile el 30 de junio de 1773 con Rosa Bascuñán Meneses. Sucedió su hijo:

- Juan Agustín Alcalde Bascuñán (bautizado en Santiago, 5 de septiembre de 1784-Santiago, noviembre de 1860), IV conde de Quinta Alegre. Contrajo matrimonio en Santiago el 26 de abril de 1812 con María del Carmen Velasco Oruna.

- Arsenio Alcalde Velasco (1827-1900). Casó en primeras nupcias con Clorinda Pereira Pérez-Cotapos.

- Enrique Alcalde Pereira (n. 1854). Contrajo matrimonio con Hortensia Cruchaga Aspillaga.

- Ángel Alcalde Cruchaga (n. 1889). Casó en segundas nupcias con Ana Tuñón Moreno.

- Ana Luisa Alcalde Tuñón. Contrajo matrimonio con Fernando Molina García-Moreno.

- Fernando Joaquín Molina Alcalde (Santiago de Chile, 7 de octubre de 1946), VI conde de Quinta Alegre por rehabilitación de 1995.

- María del Carmen Alcalde Bascuñán (1774-1824). Casó con Miguel Antonio Irarrázaval del Solar.

- José Miguel Irarrázaval Alcalde (1801-1848). Contrajo matrimonio con Trinidad Larraín Gandarillas.

- Juan Nepomuceno Irarrázaval Larraín (1843-1893). Contrajo matrimonio con Rosa García-Moreno Peyramale.

- Víctor González de Andía-Irarrázabal y García-Moreno, V conde de Quinta Alegre. por rehabilitación de 1949. Casó con Estela Mirieu de la Barre y Heredia.